# Liste der Monuments historiques in Crèvecœur-le-Grand
Die Liste der Monuments historiques in Crèvecœur-le-Grand führt die Monuments historiques in der französischen Gemeinde Crèvecœur-le-Grand auf.

## Liste der Bauwerke
| Bezeichnung       | Beschreibung                  | Standort | Kennzeichnung | Schutzstatus | Datum | Bild           |
| ----------------- | ----------------------------- | -------- | ------------- | ------------ | ----- | -------------- |
| Schloss           | Erbaut im 16./17. Jahrhundert | (Lage)   | PA00114669    | Inscrit      | 1959  | weitere Bilder |
| Kirche St-Nicolas | Erbaut im 12. Jahrhundert     | (Lage)   | PA00114670    | Inscrit      | 1988  | weitere Bilder |

## Liste der Objekte
- Monuments historiques (Objekte) in Crèvecœur-le-Grand in der Base Palissy des französischen Kultusministeriums